# Sturisoma panamense
Sturisoma panamense és una espècie de peix de la família dels loricàrids i de l'ordre dels siluriformes.

## Morfologia
Els mascles poden assolir els 26 cm de longitud total.

## Distribució geogràfica
Es troba a Panamà, Colòmbia i l'Equador.